# استیت کالج
استیت کالج بخشی از شهرستان سنتر در ایالت پنسیلوانیا در کشور ایالات متحده آمریکا است که بر مبنای قوانین داخلی این ایالت اداره می‌شود. استیت کالج بخش اصلی شهرستان سنتر است و مهم‌ترین ناحیه شهرنشین آن را تشکیل می‌دهد. بر اساس سرشماری ۲۰۱۰ ایالات متحده آمریکا، جمعیت این بخش ۴۲٬۰۳۴ نفر است و با توجه به ساکنان نواحی اطراف استیت کالج (که اغلب به کل ساکنان این نواحی، «ناحیه شهری سنتر» اطلاق می‌شود) جمعیتی نزدیک به ۱۰۵٬۰۰۰ نفر در ناحیه شهری سنتر زندگی می‌کنند. بسیاری از ساکنان ناحیه شهری سنتر که در واقع در استیت کالج سکونت ندارند، در هنگام دادن آدرس، علاقه دارند تا محل سکونت خود را استیت کالج درج کنند.
ماهیت حضور جامعه موجود در شهر دانشگاهی استیت کالج، به‌طور عمده وابسته به مسائل اقتصادی و آموزشی‌ای است که وابسته به پردیس دانشگاهی «یونیورسیتی پارک» دانشگاه ایالتی پنسیلوانیا است. «محله هپی» نام دیگر متداول برای نامیدن استیت کالج است که به کل ناحیه استیت کالج و نواحی اطراف آن اشاره دارد و شامل نواحی هریس، پاتون و فرگوسن می‌شود.
در سال ۲۰۱۰، در رده‌بندی امن‌ترین نواحی شهرنشینی در ایالات متحده که توسط نشریه سی. کیو انجام گرفت، استیت کالج عنوان سوم را به دست آورد. در سال ۲۰۱۳ نیز بر اساس آمار ارائه شده از سوی مؤسسه پژوهش‌های اقتصادی آمریکا، در رده‌بندی شهرهای دانشگاهی، استیت کالج عنوان سوم را کسب کرد.

## تاریخچه
استیت کالج در بر دارنده مناطق روستایی و شهری برای برآوردن خواست‌های دانشکده‌های گوناگون دانشگاه ایالتی پنسیلوانیا است. استیت کالج در سال ۱۸۵۵ پیرو تأسیس دبیرستان کشاورزان پنسیلوانیا بنا نهاده شد. در ۲۹ اوت ۱۸۹۶ تبدیل به بخش شد و با گسترش دانشکده‌ها و تشکیل رسمی دانشگاه ایالتی پنسیلوانیا در سال ۱۹۵۳، توسعه یافت. در سال ۱۹۷۳، استیت کالج با وضع قوانین داخلی تا سال ۱۹۷۶ دچار تغییرات گسترده‌ای شد.
دانشگاه ایالتی پنسیلوانیا دارای آدرس پستی مخصوصی با نام یونیورسیتی پارک، پنسیلوانیا است. هنگامی که در سال ۱۹۵۳ در نام دانشگاه، لفظ دانشکده به دانشگاه تغییر یافت، رئیس وقت دانشگاه، میلتون اس. ایسنهوور، پیگیر تغییر نام شهرستان استیت کالج شد. با برگزاری همه‌پرسی عمومی، هیچ‌کدام از نام‌های ارائه شده رأی نیاورد و در نتیجه نام این شهرستان همچنان استیت کالج باقی ماند. پس از این ماجراها، دانشگاه درخواست نامی جدید برای مرکز پستی دانشگاه در مرکز رابیسون (HUB) یونیورسیتی پارک به اداره پست آمریکا فرستاد.